# متیو سنتروییتز جونیور
متیو سنتروییتز جونیور (انگلیسی: Matthew Centrowitz, Jr.؛ زادهٔ ۱۸ اکتبر ۱۹۸۹) یک دونده دو نیمه‌استقامت اهل ایالات متحده آمریکا است. از افتخارات وی میتوان وی میتوان به کسب مدال نقره دو ۱۵۰۰ در ۲۰۱۳ مسکو اشاره کرد.